# Wittheit zu Bremen
Die Wittheit zu Bremen ist die Wissenschaftliche Gesellschaft der Freien Hansestadt Bremen. Sie wurde 1924 von dem Arzt Georg Strube gegründet und unterhält ein ständiges Büro im Haus der Wissenschaft in Bremen. Die Wittheit zu Bremen ist ein eingetragener Verein.
Ihr Präsident ist der Geologe Gerold Wefer (Gründer und bis 2012 Direktor des MARUM), Vizepräsidenten sind der Althistoriker Hans Kloft und der Historiker Lars U. Scholl (früherer geschäftsführender Direktor des Deutschen Schifffahrtsmuseums). Die Wittheit veranstaltet zahlreiche Vortragsreihen. Mitglieder sind sämtliche wichtigen wissenschaftlichen Institutionen im Land Bremen, derzeit 103 wissenschaftlich tätige Vereine, Institute, Universitäten, Hochschulen und Museen sowie 73 persönlich berufene Mitglieder.

## Geschichte

### Wittichheit ab dem Mittelalter
Im 14. Jahrhundert gab es den Begriff wydheyt oder auch witticheit für eine Versammlung von kenntnisreichen Leuten. Der Begriff findet sich in Nachträgen zum Bremer Stadtrecht von 1303 bis 1308 als Gesamtheit des Bremer Rates, also aller Ratsherren und Bürgermeister. Mit dem Gremium beriet sich der Rat der Stadt Bremen bei wichtigen Angelegenheiten. Später waren dann in dem Gremium auch die nicht im Eid stehenden Ratsherren vertreten.

### Vorgängerverein
Seit 1910 gab es den Verein für das wissenschaftliche Vortragswesen. Vorsitzender des Vereins war Senator Hermann Hildebrand, der 1917 Bürgermeister wurde. Im Ersten Weltkrieg wurde die Arbeit dieses Vereins unterbrochen. Um 1923 fanden Gespräche statt zwischen den Vertretern der wissenschaftlichen Vereine und dem Senat (Senator Theodor Spitta), mit dem Ziel der Gründung eines Dachvereins dieser Vereine.

### Gründung
Gegründet wurde dann die Bremer Wissenschaftliche Gesellschaft (BWG) am 29. Oktober 1924, die später in Wittheit zu Bremen umbenannt wurde. Ziel war die „Zusammenfassung und Förderung der wissenschaftlichen Bestrebungen und Arbeiten im Gebiet der Freien Hansestadt Bremen“.
Zu den Gründern gehörten unter anderem der Arzt Georg Strube, der Röntgenologe Hans Meyer, Handelskammersyndicus Johannes Rösing und der Philosoph Johann Hinrich Knittermeyer. Erster Präsident wurde der Chefarzt Strube, und Schriftführer war der spätere Direktor der Staatsbibliothek Bremen Knittermeyer. Am 14. Februar 1925 hielt Strube bei der Gründungsfeier die Stiftungsrede. Darin kündigte er an, dass alljährlich am 5. November, dem Geburtstag von Johann Smidt, eine Festsitzung, die „Smidt-Sitzung“ stattfinden werde.

### Erste Aufgaben
Die BWG organisierte Vorlesungen und Vorträge und gab Abhandlungen zu den Vorträgen der BWG (Reihe D) und der Vereine (Reihe A bis C) heraus. Das anfängliche Prinzip der Fachsektionen wandelte sich um zu sechs Fachkommissionen. Die Redaktion der Veröffentlichungsreihen lag bei Museumsdirektor Ernst Grohne. Der Pädagoge, Literaturhistoriker und Volkskundler Hermann Tardel gab als Reihe E ab 1927 die Niederdeutsche Zeitschrift für Volkskunde heraus.

### Weitere Entwicklungen bis 1945
Seit 1930 führten ein Präsident und ein Vizepräsident die BWG und ein Verwaltungsausschuss erledigte die laufenden Geschäfte. Seit 1933 erfolgte die Ernennung des Präsidenten der BWG durch den Bremer Senat und der Präsident berief die Mitglieder des Vorstandes. Hermann Entholt, Direktor des Staatsarchiv Bremen wurde von 1933 bis 1936 zum Präsidenten berufen. 1936 folgte ihm der Direktor der Staatsbibliothek Hinrich Knittermeyer, der 1933 der NSDAP beigetreten war. Bereits 1933 wurde mit Adolf Seidler ein NS-Kulturpolitiker von Senat in den Vorstand berufen.
Seit 1937 sollte die BWG zu einer staatlichen Bremer Akademie umgewandelt werden. Aber erst am 7. Juni 1941 wurde mit dem neuen Namen Wittheit zu Bremen die BWG zum Wissenschaftlichen Amt der Hansestadt Bremen umgewandelt. Die wissenschaftlichen Vereine in Bremen waren nun formal angegliedert, konnten aber weitgehend selbstständig agieren. Diese im Sinne der NS-Bildungs- und Kulturpolitik erfolgte Gleichschaltung wurde von Knittermeyer und Senator Richard Duckwitz (NSDAP) organisiert. Kriegsbedingt musste seit 1943 die Herausgabe der meisten Wissenschaftsreihen eingestellt werden. Nur die Reihe D und die neue Reihe L der Wittheit zu Bremen erschienen noch. Knittermeyer wurde nach dem Zusammenbruch der NS-Diktatur 1945 wegen seiner Mitwirkung entlassen und die Wittheit erlosch zunächst.

### Neuanfang nach 1945
Bildungssenator Christian Paulmann (SPD) und Syndicus Rösing betrieb den Neuanfang der Wittheit. Der Vorstand bestand nun aus dem vom Senat ernannten Präsidenten und seinem Stellvertreter und den vom Präsidenten ernannten Rechnungs- und Schriftführer. 1946 wurde Entholt erneut zum Präsidenten ernannt. Der Staat zahlte der staatlichen Wittheit einen Zuschuss für seine Aufgaben.
Erst 1950 wurde die Wittheit wieder ein Verein mit den wissenschaftlichen Vereinen und Einzelpersonen als Mitglieder. Entholt blieb bis 1954 als nunmehr gewählter Präsident im Amt. Knittermeyer wurde als beratendes Mitglied in den Vorstand berufen.
2017 hat die Wittheit 103 wissenschaftlich tätige Vereine und Institutionen sowie 73 persönlich berufene Mitglieder.
Seit 1955 wurde das Jahrbuch der bremischen Wissenschaft, seit 1957 Jahrbuch der Wittheit zu Bremen, herausgegeben. Es wurden weiterhin Monografien zu einzelnen Themen veröffentlicht. Die Veröffentlichungen der angeschlossenen Vereine erschienen nun nicht mehr durch die Wittheit.

## Aufgaben
Nach eigenen Aussagen gehören heute zu den Aufgaben der Wittheit, die Organisation von wissenschaftlichen Vorträgen, die Herausgabe wissenschaftlicher Veröffentlichungen, die Anregung und Unterstützung wissenschaftlicher Arbeiten, sowie die Pflege der Beziehungen zu Hochschulen und anderen wissenschaftlichen Instituten und die Pflege von Tauschbeziehungen mit wissenschaftlichen Körperschaften, Instituten und Vereinigungen.
Die Wittheit gibt jährlich im Herbst ein Programmheft mit den angebotenen öffentlichen Vorträge (um 250) ihrer Mitgliedsorganisationen heraus. Sie veranstaltet eigene Vorträge der Wittheit, in der regional und überregional tätige Wissenschaftler referieren. Im Zweijahresrhythmus erscheinen Publikationen zu ausgewählten Themen.
Der Bremer Preis für Heimatforschung, gestiftet ursprünglich (1954) vom Senat als Senatspreis für naturwissenschaftliche Heimatforschung, wird seit den 1990er Jahren jährlich vom Naturwissenschaftlichen Verein mit den Gesellschaften und Vereinen der Historiker, Vorgeschichtler, Geographen und Volkskundler verliehen.

## Freundeskreis
1928 wurde ein erster Freundeskreis der BWG gegründet, dem auch Nichtmitglieder der BWG beitreten konnten.
1987 wurde der Freundeskreis der Wittheit zu Bremen gegründet. Er hat das Ziel, deren gemeinnützige Arbeit zu unterstützen, insbesondere durch finanzielle Zuwendungen.

## Bedeutende Mitglieder und Präsidenten
- Hinrich Knittermeyer (1891–1958), Philosoph und Bibliotheksdirektor
- Georg Strube (1869–1932), Arzt, Leiter des Willehadhaus vom Roten Kreuz (heute: Rotes Kreuz Krankenhaus) in Bremen; von 1924 bis 1932 Präsident der Vereinigung.
- Hans Meyer (1877–1964), Röntgenologe; 1932 bis 1933 Präsident der Vereinigung
- Hermann Entholt (1870–1957), Historiker, Pädagoge und Direktor des Staatsarchivs Bremen; von 1933 bis 1936 und von 1946 bis 1954 Präsident der Wittheit.
- Hans Wegener (1896–1980), Direktor der Staatsbibliothek Bremen; von 1954 bis 1960 Präsident der Wittheit
- Herbert Abel (1911–1994), Geograph und Museumsdirektor in Bremen; von 1960 bis 1975 Präsident der Wittheit.
- Hanspeter Stabenau (1934–2020), Vorsitzender der Bundesvereinigung Logistik, Präsident der Wittheit von 1975 bis 1992
- Christian Marzahn (1941–1994), Konrektor an der Universität Bremen, Professor für Sozialpädagogik; von 1992 bis 1994 Präsident der Wittheit
- Martina Rudloff (1940–2008), Kunsthistorikerin, Leiterin des Gerhard-Marcks-Hauses; von 1994 bis 2001 Präsidentin der Wittheit
- Gerold Wefer (* 1944), Geologe, Gründer und Direktor des Marum der Universität Bremen bis 2012, Präsident der Wittheit seit 2001

## Veröffentlichungen (Auswahl)
- Hermann Tardel: Niederdeutsches Jahrbuch für Volkskunde. Schriften der Wittheit zu Bremen, Reihe E Jahrgang 22. Friedrich Trüjen Verlag, Bremen 1947.